# Itta Bena, Mississippi
Itta Bena là một thành phố thuộc quận Leflore, tiểu bang Mississippi, Hoa Kỳ. Năm 2010, dân số của thành phố này là 2 049 người.

## Dân số
- Dân số năm 2000: 2 194 người.
- Dân số năm 2010: 2 049 người.